# Vuelta al Táchira 2011
Die 46. Vuelta al Táchira fand vom 12. bis zum 23. Januar 2011 statt. Das Straßenradrennen wurde in zwölf Etappen über eine Distanz von 1595,9 Kilometern ausgetragen. Es gehörte zur UCI America Tour 2011 und war dort in die Kategorie 2.2 eingestuft.
Gesamtsieger wurde der Venezolaner Manuel Medina vom Team Gobierno del Zulia vor dem Kolumbianer Carlos Becerra (Lóteria del Táchira Sporade) und seinem Landsmann und Teamkollegen Noel Vásquez.

## Teilnehmende Teams
Einladungen erhielten elf einheimische und vier ausländische Radsportteams, darunter zwei Nationalmannschaften. Das Team Transporte Eleang trat nicht zum Rennen an. Deutschsprachige Fahrer standen nicht am Start.
| Nationalmannschaften Kuba Dominikanische Republik Sonstige Teams aus dem Ausland Boyacá Orgullo de América Mineralex Colombia 0 | Regionale Teams aus Venezuela Gobierno del Zulia Lotería del Táchira-Sporade Gobierno de Apure-Valeven Kino Tachira-Sporade Gobierno Democrático del Táchira-Drodínica Alcaldía de Maracaibo Cauchos Guayana-Gobierno de Carabobo Club El Diamante-Gobierno de Apure Fundación Nelson Cabrera-Gob. Trujillo Regionalauswahl aus Carabobo Alcaldía de Libertad-Capacho Transporte Eleang |

## Etappen
Die erste der zwölf Etappen der Vuelta al Táchira wurde aufgrund von Protesten der Teilnehmer wegen des schlechten Zustands der Straße neutralisiert.
| Etappe | Tag        | Start–Ziel                                    | km    | Typ                 | Etappensieger    | Gesamtführender |
| ------ | ---------- | --------------------------------------------- | ----- | ------------------- | ---------------- | --------------- |
| 1.     | 12. Januar | San Fernando de Apure – San Fernando de Apure | 118,5 | Flachetappe         | neutralisiert    |                 |
| 2.     | 13. Januar | Achaguas – Mantecal                           | 134,7 | Flachetappe         | Miguel Chacón    | Miguel Chacón   |
| 3.     | 14. Januar | Elorza – Guasdualito                          | 153,8 | Flachetappe         | Miguel Ubeto     | Miguel Ubeto    |
| 4.     | 15. Januar | El Cantón – Santa Barbara de Barinas          | 125,8 | Flachetappe         | Honorio Machado  | Miguel Ubeto    |
| 5.     | 16. Januar | Santa María de Caparo – Pregonero             | 151,1 | Bergetappe          | Manuel Medina    | Manuel Medina   |
| 6.     | 17. Januar | El Piñal – San Antonio                        | 124,2 | Mittelgebirgsetappe | Artur García     | Manuel Medina   |
| 7.     | 18. Januar | Ureña – Rubio                                 | 136,6 | Mittelgebirgsetappe | Miguel Ubeto     | Manuel Medina   |
| 8.     | 19. Januar | Delicias – Cordero                            | 101,8 | Mittelgebirgsetappe | José Chacón      | Juan Murillo    |
| 9.     | 20. Januar | Colón – San Simón                             | 167,4 | Bergetappe          | Edwin Becerra    | Manuel Medina   |
| 10.    | 21. Januar | Coloncito – La Grita                          | 131,1 | Bergetappe          | Jonathan Camargo | Manuel Medina   |
| 11.    | 22. Januar | La Fria – Capacho Cerro El Cristo             | 135,4 | Bergetappe          | Noel Vásquez     | Manuel Medina   |
| 12.    | 23. Januar | San Cristóbal - San Cristóbal                 | 115,2 | Hügeletappe         | John Navas       | Manuel Medina   |

## Wertungen
An den Zwischenwertungen während jeder Etappe und im Ziel eines jeden Tagesabschnitts wurden Zeitgutschriften für die Gesamtwertung und Punkte für die Sonderwertungen wie folgt vergeben. Die errungenen Punkte bei den Zwischensprints wurden zur Erstellung der Punktewertung mit den errungenen Punkten im Tagesziel addiert.
Punkte für Sprintwertung und Punktewertung:
Zwischensprints
1: 3 Punkte
2: 2 Punkte
3: 1 Punkte
Bonifikationssprints
1: 3 Punkte, 3 Sekunden
2: 2 Punkte, 2 Sekunden
3: 1 Punkt, 1 Sekunde
Punkte für Punktewertung:
Etappenziel
1: 25 Punkte, 10 Sekunden
2: 20 Punkte, 6 Sekunden
3: 16 Punkte, 4 Sekunden
4: 14 Punkte
5: 12 Punkte
6: 10 Punkte
7: 9 Punkte
8: 8 Punkte
9: 7 Punkte
10: 6 Punkte
11: 5 Punkte
12: 4 Punkte
13: 3 Punkte
14: 2 Punkte
15: 1 Punkt
Punkte für Kombinationswertung:
Etappenziel
1: 15 Punkte
2: 12 Punkte
3: 10 Punkte
4: 8 Punkte
5: 7 Punkte
6: 5 Punkte
7: 4 Punkte
8: 3 Punkte
9: 2 Punkte
10: 1 Punkt
Punkte für Bergwertung:
Berg der Kategorie C
1: 4 Punkte
2: 2 Punkte
3: 1 Punkt
Berg der Kategorie B
1: 7 Punkte
2: 4 Punkte
3: 2 Punkte
4: 1 Punkt
Berg der Kategorie A
1: 10 Punkte
2: 7 Punkte
3: 5 Punkte
4: 3 Punkte
5: 1 Punkt

### Wertungen im Rennverlauf
Die Tabelle zeigt den Führenden in der jeweiligen Wertung nach der jeweiligen Etappe an.
|                 | Gesamtwertung · | Sprintwertung · | Bergwertung ·    | Punktwertung · | Kombinationswertung · | Teamwertung                            |
| --------------- | --------------- | --------------- | ---------------- | -------------- | --------------------- | -------------------------------------- |
| 1 neutralisiert | –               | –               | –                | –              | –                     | –                                      |
| 2               | Miguel Chacón   | Yosvani Cacéres | –                | Miguel Chacón  | Miguel Chacón         | Fundación Nelson Cabrera-Gob. Trujillo |
| 3               | Miguel Ubeto    | Franklin Chacón | –                | Miguel Ubeto   | Miguel Ubeto          | Kino Tachira-Sporade                   |
| 4               | Miguel Ubeto    | Artur García    | –                | Miguel Ubeto   | Miguel Ubeto          | Kino Tachira-Sporade                   |
| 5               | Manuel Medina   | Artur García    | Manuel Medina    | Miguel Ubeto   | Miguel Ubeto          | Gobierno del Zulia                     |
| 6               | Manuel Medina   | Artur García    | Manuel Medina    | Artur García   | Miguel Ubeto          | Gobierno del Zulia                     |
| 7               | Manuel Medina   | Artur García    | Manuel Medina    | Miguel Ubeto   | Miguel Ubeto          | Gobierno del Zulia                     |
| 8               | Juan Murillo    | Artur García    | Manuel Medina    | Miguel Ubeto   | Miguel Ubeto          | Gobierno del Zulia                     |
| 9               | Manuel Medina   | Artur García    | Manuel Medina    | Miguel Ubeto   | Miguel Ubeto          | Gobierno del Zulia                     |
| 10              | Manuel Medina   | Artur García    | Manuel Medina    | Miguel Ubeto   | Miguel Ubeto          | Gobierno del Zulia                     |
| 11              | Manuel Medina   | Artur García    | Jonathan Camargo | Miguel Ubeto   | Miguel Ubeto          | Gobierno del Zulia                     |
| 12              | Manuel Medina   | Artur García    | Jonathan Camargo | Miguel Ubeto   | Miguel Ubeto          | Gobierno del Zulia                     |